# Черноглава астрилда
Черноглавата астрилда (Estrilda atricapilla) е вид птица от семейство Астрилдови (Estrildidae).

## Разпространение
Видът е разпространен в Ангола, Бурунди, Габон, Екваториална Гвинея, Камерун, Демократична република Конго, Република Конго, Кения, Руанда, Уганда и Централноафриканската република.